# NGC 1390
NGC 1390 је спирална галаксија у сазвежђу Еридан која се налази на NGC листи објеката дубоког неба.
Деклинација објекта је - 19° 0' 27" а ректасцензија 3h 37m 52,2s. Привидна величина (магнитуда) објекта NGC 1390 износи 14,0 а фотографска магнитуда 14,9. NGC 1390 је још познат и под ознакама ESO 548-54, MCG -3-10-17, PGC 13386.